# Gran Valor en la Facultad de Medicina
Gran Valor en la Facultad de Medicina es una película de Argentina filmada en Eastmancolor dirigida por Enrique Cahen Salaberry sobre el guion de Abel Santa Cruz según la obra teatral de André Mouezy-Eón y Robert Francheville que se estrenó el 4 de junio de 1981 y que tuvo como actores principales a Juan Carlos Calabró, Mónica Gonzaga, Adriana Aguirre y Carlos del Burgo.

## Sinopsis
Gran Valor es un mozo de bar con una notable memoria y tras perder un concurso en un programa de televisión, decide ayudar a sus amigos, estudiantes de medicina.

## Reparto
- Juan Carlos Calabró ... Gran Valor / Alfredo Márquez
- Mónica Gonzaga ... Adelita
- Adriana Aguirre ... Luz
- Carlos del Burgo
- José Cibrián ... Dr. Jaime Márquez
- Emilio Vidal …Don Antonio
- Nelly Láinez ... Srta. Goyeneche
- Aída Luz ... Doña Lucía
- Juan Díaz Nelson, estudiante de cine
- Jorge Sassi ... Jorge
- Julio Lagorio
- Silvio Soldán ... Conductor programa de TV
- Ricardo Dupont ... Alberto García
- Jaimito Cohen ... "Petaca"
- Norma López Monet
- Vicky Olivares
- Jacqueline Cahen Salaberry
- Marcelo Alfaro ... Alfredo Márquez
- Héctor Armendáriz
- Ernesto Nogués ... Jurado
- Luis Corradi ... Doctor
- Remedios Climent ... Doña Penélope
- León Sarthié
- Rafael Chumbita
- Joaquin Piñon ... Médico Laboratorio

## Comentarios
La Opinión escribió:

«Escasa agilidad.»

La Prensa escribió:

«Hay a lo largo de la historia algunos gags ‘efectivos’ pero no alcanzan a compensar la modestia general que trasunta el film, dirigido con oficio por Enrique Cahen Salaberry.»

Manrupe y Portela escriben:

«Otra vez el tema de Cristóbal Colón en la Facultad de Medicina, primero obra de teatro con Parravicini, después película con Marrone y aquí con Calabró.»